# Aristocracy
«Aristocracy» — американский драматический фильм Томаса Н. Хеффрона.

## Сюжет
Джефферсон Стоктон живёт в Сан-Франциско, управляет компанией «Трансконтинентальная железная дорога», очень любит свою работу и гордится своими достижениями, но ещё больше гордится своей семьёй. Стюарты-Лоуренс из аристократов Никербокера в Нью-Йорке так же гордятся друг другом, но ещё больше своей голубой кровью. Вдруг внезапно они узнают, что их сын женился на Вирджинии из неприемлемой для них семьи, и отец Лоуренс решает отправиться на запад, чтобы покончить с этим.

## В ролях
| Актёр            | Роль               |
| ---------------- | ------------------ |
| Тайрон Пауэр ст. | Джефферсон Стоктон |
| Эдна Майо        | Диана Стоктон      |
| Артур Хупс       | Вирджиния Стоктон  |
| Ида Ватерман     | миссис Лоуренс     |
| Уилльям Розелле  |                    |